# アドルフ・ヌーリ

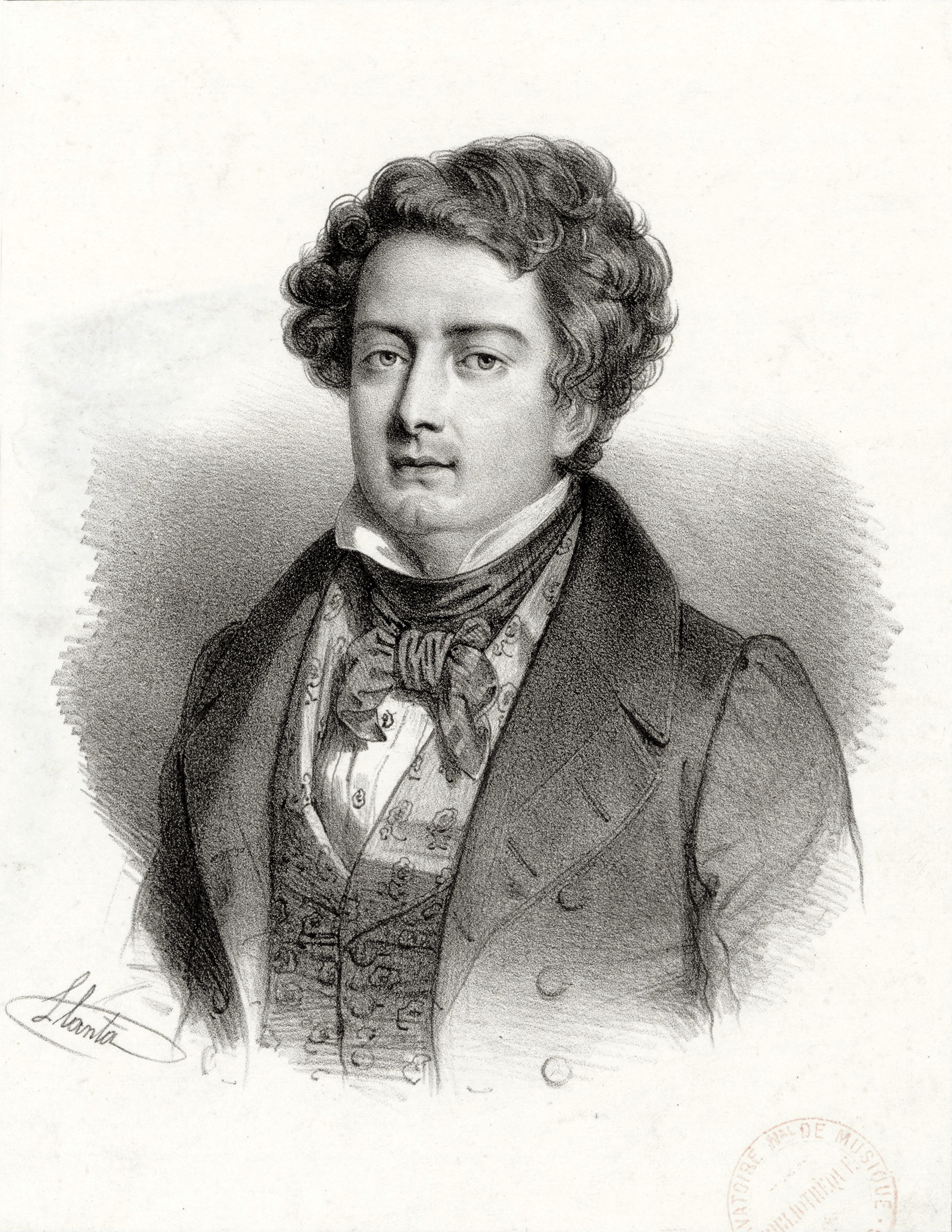
ヌーリ

アドルフ・ヌーリ（フランス語: Adolphe Nourrit、1802年3月3日 – 1839年3月8日 は、パリ・オペラ座で活躍したフランスのテノール歌手。モンペリエで生まれ、ナポリで死去。アドルフ・ヌリとも表記される。

## 教育からデビュー
1811年にパリ・オペラ座の第一テノール歌手となった金物商人、ルイ・ヌーリの息子である若きアドルフは商業を志し、堅実な古典的な学習を経て、損害保険会社に臨時雇いの事務員として入社した:7。音楽に情熱を持っていた彼は、当然のようにオペラ座に通い:8、仕事が終わった後に最初の音楽理論のレッスンを受けることにした。父親の友人でパリのイタリア劇場の第一テノール歌手だったマヌエル・ガルシアは、息子がオペラの道に入ることを拒否した父親に内緒で息子にレッスンをした:9。それにもかかわらず、アドルフはクリストフ・ヴィリバルト・グルックの『トーリードのイフィジェニー』でピュラードの役を演じて歌手としてデビューし、新参者ながら大成功を収める:15。1826年10月9日、ロッシーニの『コリントの包囲』におけるネオクレスの解釈により、彼は勝利を収め、満場一致で認められた:38。2か月後、彼は父の後を継いでパリ・オペラ座の第一テノール歌手となった。2年前、彼はオペラ・コミック座の支配人の娘であるアデル・デュヴェルジェと結婚し、7人の子供をもうけた:19。

## パリ・オペラ座での活躍

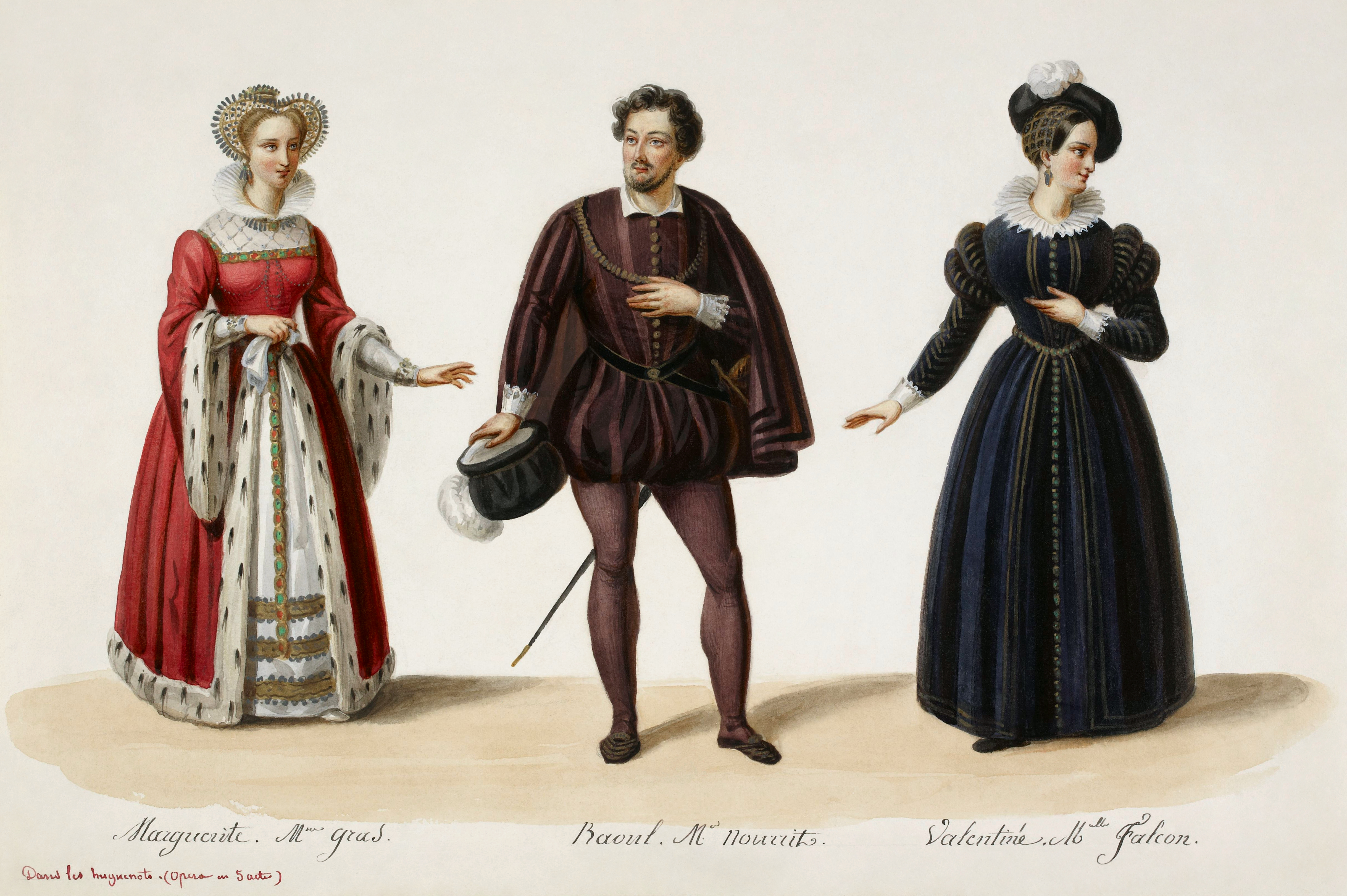
『ユグノー教徒』でのドリュ・グラ、ヌーリ、ファルコン

10 年に亘って、アドルフ・ヌーリは成功を積み重ねた。彼は当時の偉大な役を生み出した。ロッシーニ作の『ギヨーム・テル』のアルノール:71、『オリー伯爵』のタイトル・ロール:59、『悪魔のロベール』のロベール:124、ジャコモ・マイアベーアの『ユグノー教徒』のラウル:262、フロマンタル・アレヴィの『ユダヤの女』（1835年2月23日）のエレアザールなどである:170。その他、特筆すべき公演ではオベールの『ポルティチの唖娘』（1828年2月29日）にも参加している。
パリ音楽院の朗唱法の教授であり、知的で教養のある彼は、単に作品を解釈するだけではなかった。彼は作品に霊感を与え、時には台本を書いた（1832年3月12日に上演されたシャルル・ノディエの物語『アジールの妖精トリルビー』にインスピレーションを得たジャン・シュナイツホーファ作曲の『ラ・シルフィード』:131）。 フランツ・リストの友人である彼はシューベルトを発見し、いくつかの歌曲を翻訳してシューベルトをフランスに紹介した:325。また、彼は自分が出演する新作オペラに適切な助言を与えた。例えば、『ユダヤの女』に関して言えば、彼はエレアザールの〈アリア〉「ラシェル、我らを見守る主の恵みにより」（Rachel, quand du Seigneur）の歌詞を書いた。また、彼はマイアベーアに『ユグノー教徒』第 4 幕の愛の二重唱のクライマックスをヌーリが作り直すよう提案することまでした。マイアベーアはヌーリを『ユグノー教徒』の第2の父と呼んだ。
たゆまぬ努力家である彼は、荘厳で硬直した朗唱法の調子を打破して、レチタティーボにもっと自由で開放的な形式を与えたいと考えていた。彼の新しい舞台での立ち振る舞いはすぐに受け入れられ、ロッシーニが彼のアシスタントの詩人と呼んだ男は、音楽院の朗唱法の教授に任命された。彼の名声はヨーロッパ全土に広まった。

## パリ・オペラ座からナポリへ

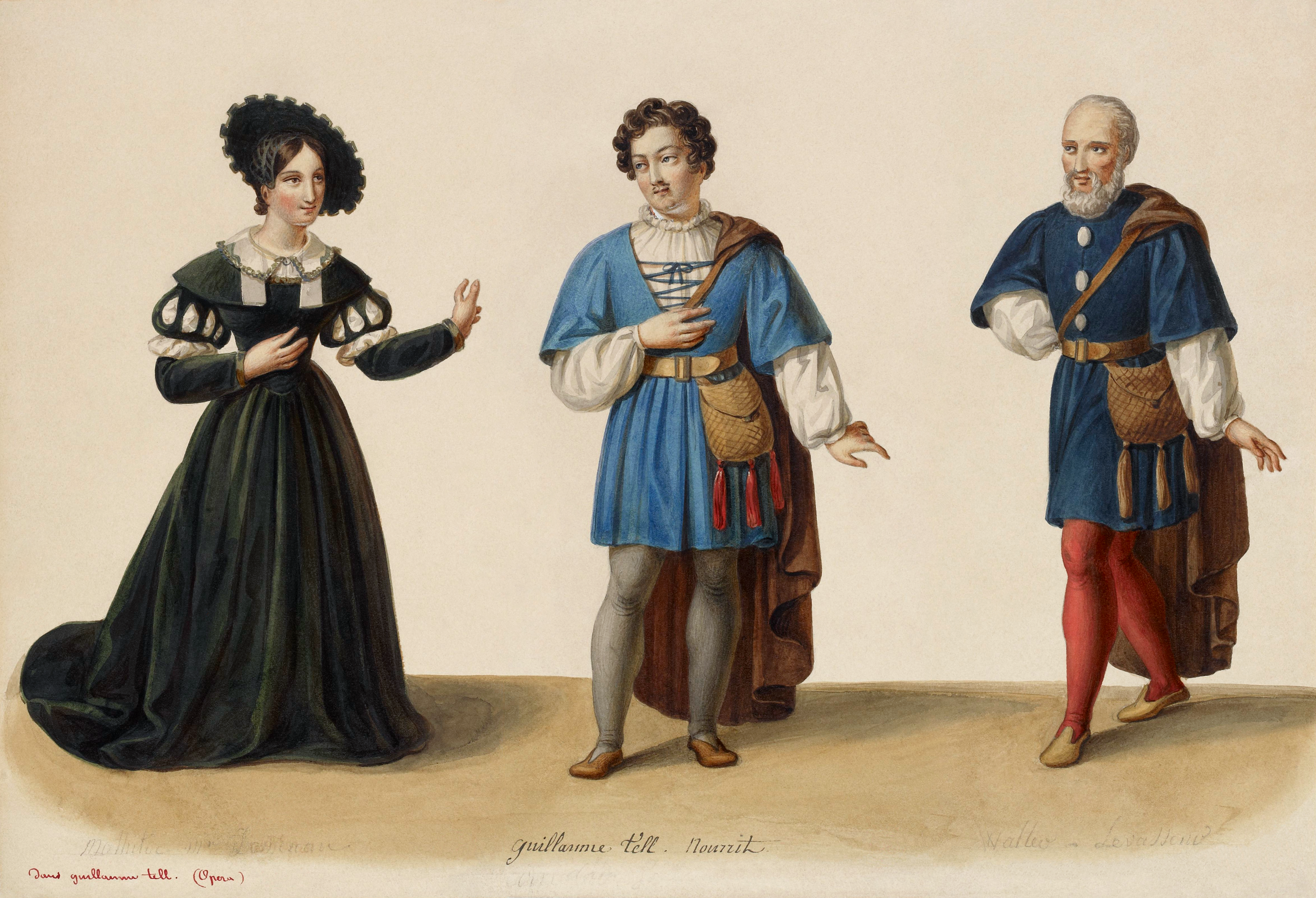
『ギヨーム・テル』でのダモロー、ヌーリ、ルヴァスール

1836年、オペラ座の経営陣は、ヌーリへの負担が重すぎるレパートリーによる疲労を和らげるという表向きの理由で、別の有名なテノール歌手、ジルベール・デュプレを雇った:220。アドルフ・ヌーリは気分を害し屈辱を受けて辞任する:221-2。「私は闘争を好まない」と彼は友人のエルネスト・ルグベに言った。「敵意は私にとって避けられないものであり、耐えられないものであり、私は不幸なことに敗北するだろう。デュプレは私より非常に有利なのだ、彼は新人なのだから。パリの大衆は私のことを良く分かってくれている。今日立ち去らなければ、明日追い出されるだろう。考えただけで赤面するような話だ。出て行くよ」。聴衆に絶大な感動を与えた1837年4月1日の公演を最後に、オペラ座を去った。
彼は最初にブリュッセルとリールで歌い、成功を収めた。その後もフランス国内を廻ったが、健康上の理由でしばしば中断されてしまった。というのは、声が十分に出ず、思い通り歌うことができなかったのである:342。マルセイユで彼は肝臓を患い、発声障害を起こすと、自暴自棄となった。リヨンとトゥールーズで公演を行った後、病気が再発すると、彼は病気を治し、成功を取り戻すためにイタリアに行く:343。そこで彼はドニゼッティ :359とサン・カルロ劇場の支配人に会った。彼らはヌーリにナポリに定住し、デュプレのような胸声を多くし、頭声を減らした、よりイタリア的な新しい歌唱法を採用するよう説得した。ヌーリはドニゼッティに『ポリウト』の構想を持ち掛けて、主演を演じて成功したいと望んだが、宗教的主題であることから、検閲により上演禁止となり、再び絶望に追い込まれた。
しかし、1836年11月14日にメルカダンテの『誓い』(Il giuramento)を歌ってナポリ・デビューをした際には彼の悲哀をおびた演技は聴衆には新鮮に映り、好感を与えた。この後、1839年2月2日にはベッリーニの『ノルマ』のポリオーネを歌って、成功を収めた。彼は短期間にあまりにも多くの役柄を学び、しかも繰り返し演じる機会を与えられなかったため、記憶力も衰え始め、次第に無気力になって行った。しかし、成功と失望とが交互に起こり、彼の芸術のすべての基盤が不安定になった。そして、2月の末ごろにはパリに戻ることにして、舞台から引退した。彼の精神状態は悪化し、偏執的になってしまう。1839年3月7日、彼を讃えるパーティーの後、彼はホテル・バルバヤの 3 階から身を投げた:489。
ヌーリはマドンナ・デル・ピアント墓地に多くの崇拝者に囲まれて埋葬された:503。1か月後、彼はフランスに移送された。彼は4月24日にマルセイユに到着し、ノートルダム・デュ・モン教会で鎮魂ミサが執り行われた。ショパンは、ヌーリのお気に入りの曲のひとつであるシューベルトの「星々」を高台で演奏した。リヨンでは聖職者らが葬儀への参加を拒否したが、行列には数千人が続いた。5月11日、パリのサン＝ロッシュ教会で多くの音楽界、芸術界の著名人が参列する中、最後の葬儀が執り行われた。ジルベール・デュプレはケルビーニの『レクイエム』のソリストの一人であった。
アドルフ・ヌーリは、数か月後、最後の息子の誕生直後に亡くなった妻とともに、パリのモンマルトル墓地に改めて埋葬された:520。

## 歌唱と芸風
ウォラックによれば「ヌーリは非常に知的で教養ある人物で、ロマン派の人たちに非常に強い影響を及ぼし、マリア・マリブラン、フランツ・リスト（しばしば伴奏を務めた。）、フレデリック・ショパン、ロッシーニ、マイアベーア、アレヴィに称賛された。非常に柔軟で表現力のある声を持ち、歌手としての多感さと多彩さを備え、劇に対する確かな感覚の歌詞や書くことにも才能を示した。ベルリオーズは「電気にあたったような驚きを覚えた」と称したし、マイアベーアも彼から多くの助言を得ていた。また、1830年の革命時に『ラ・マルセイエーズ』と共にたびたび歌われた行進曲『ラ・パリジェンヌ』なども手掛けた」。
『ラルース世界音楽事典』によれば「アドルフ・ヌーリはおそらく全時代を通じて、フランスの最も偉大な男性歌手の一人であった。彼はガルシアの弟子としてイタリアの教育を活用し、19世紀半ばに絶頂を極めた典型的なフランスの声楽様式を作り出した。それは、様々な感情の奥深い表現を目指す、非常にニュアンスに富んだ抒情的朗唱である。－中略－彼は、またその技術によって、〈複合の声〉を最高度に用いたが、それによって彼は模範的柔軟性とハーフトーンの完璧なコントロールを可能にした」ということである

## ギャラリー

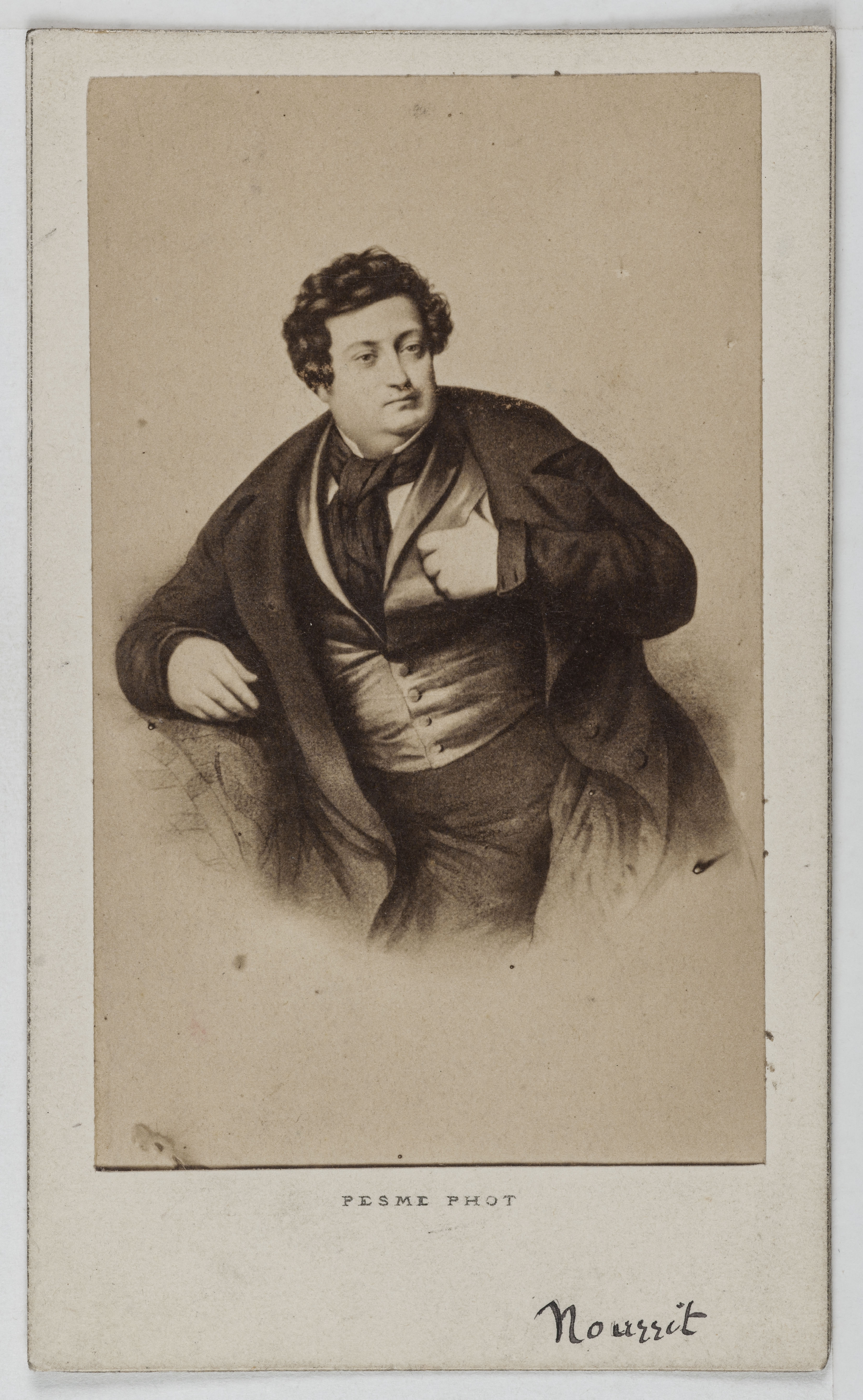
1821年のヌーリ
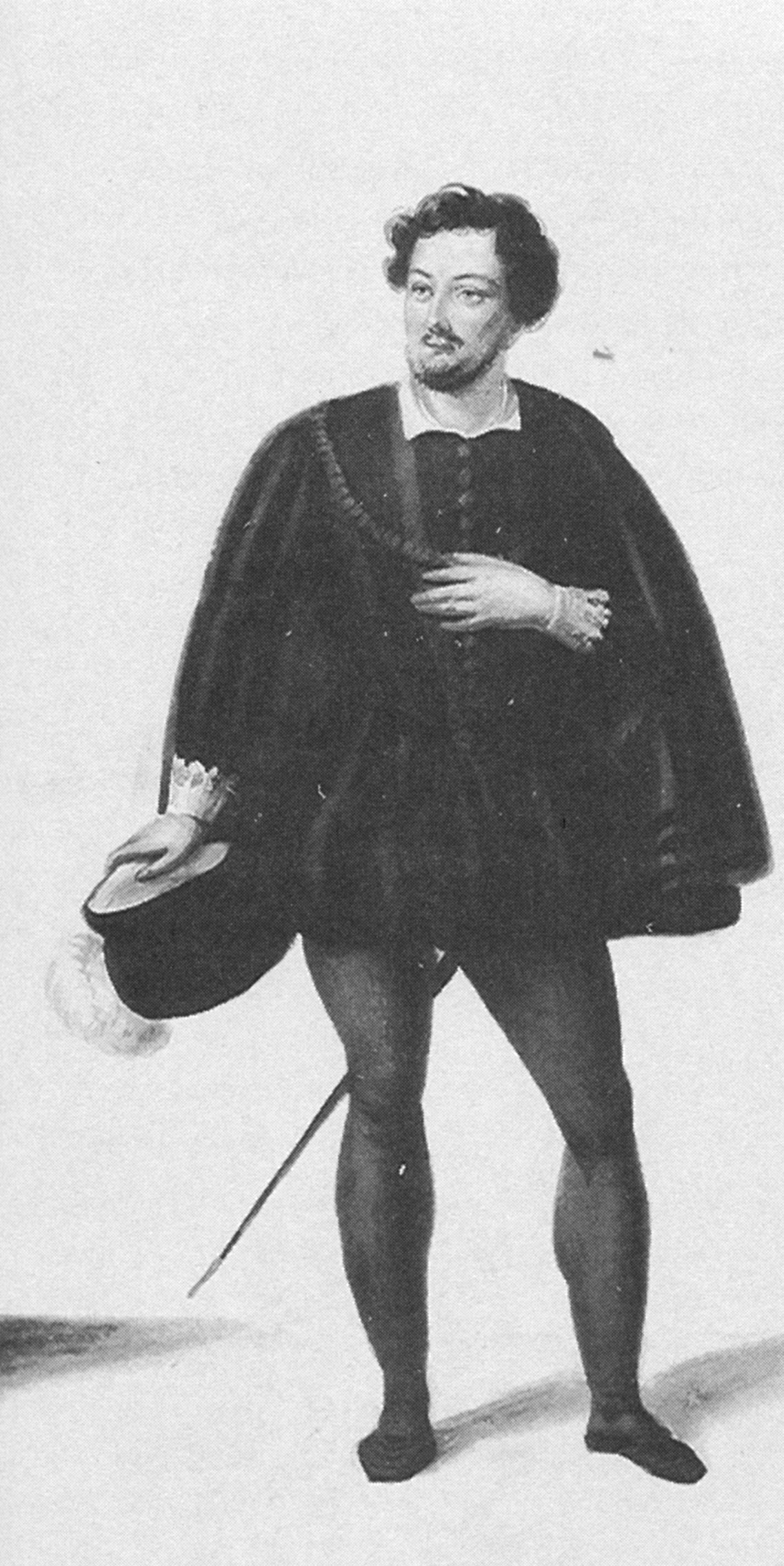
『ユグノー教徒』のラウル
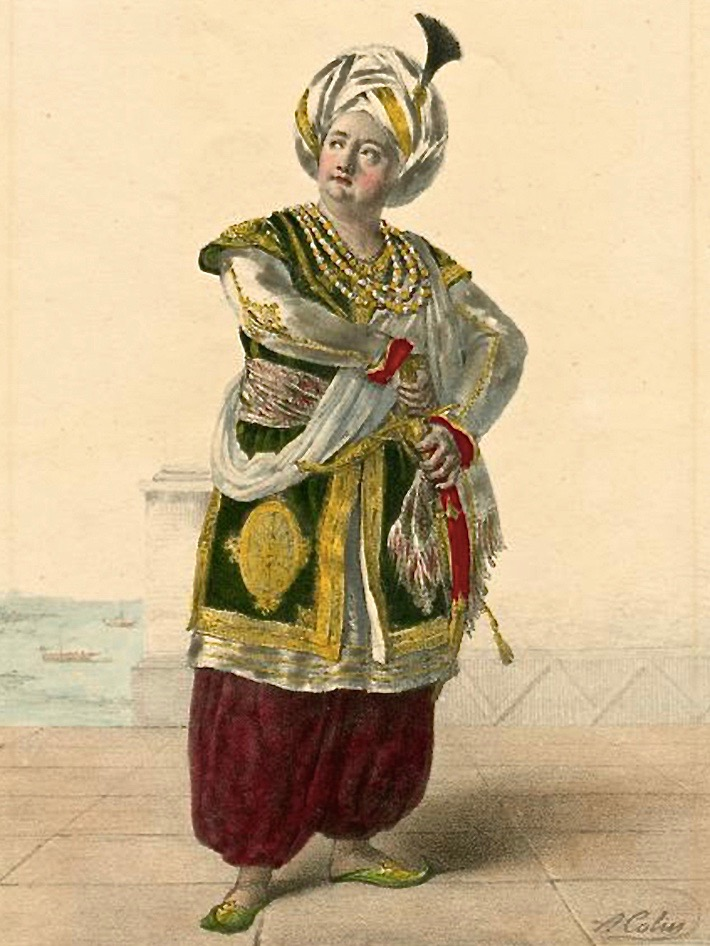
サリエリの『タラール』
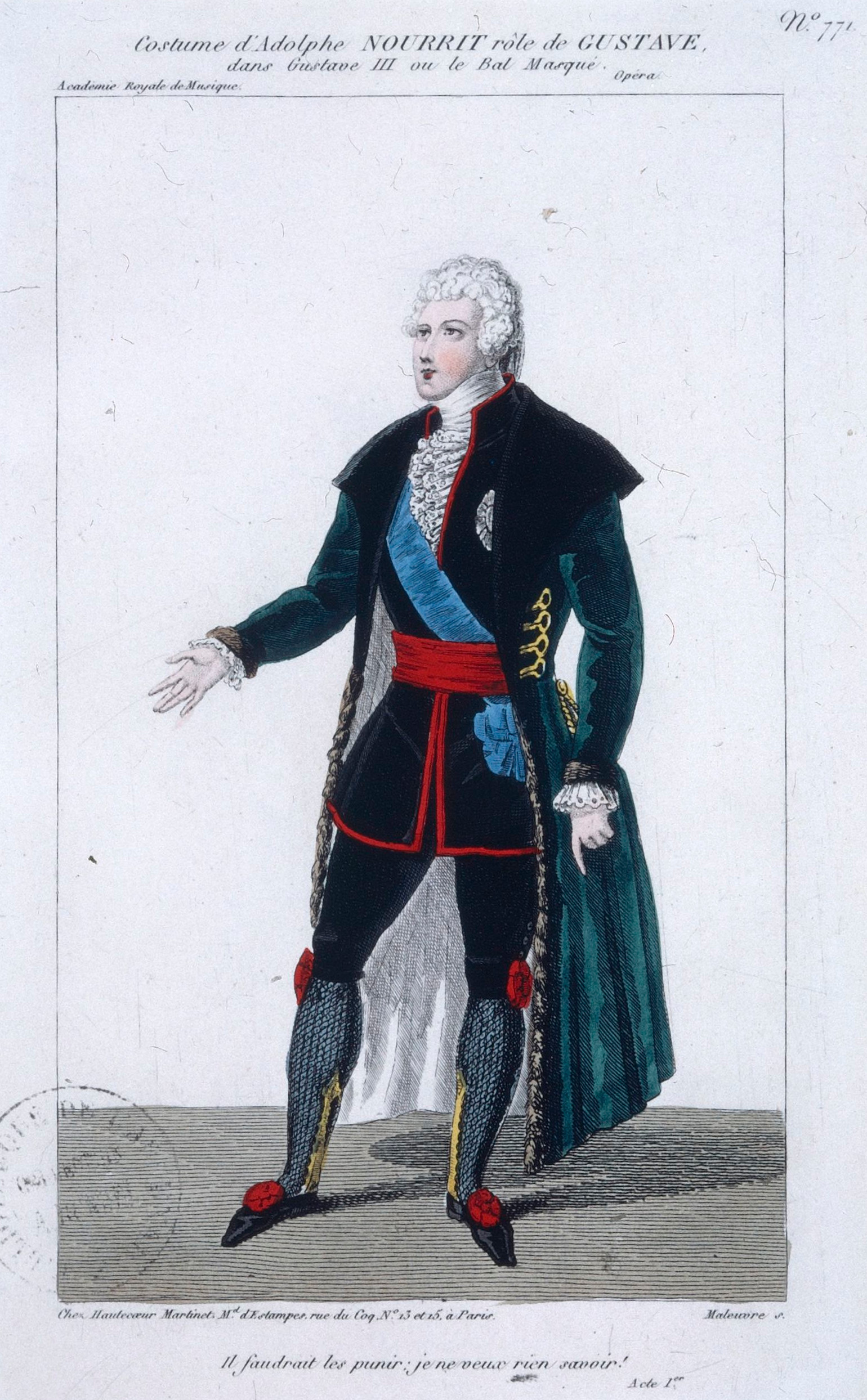
オベールの『ギュスターヴ3世』
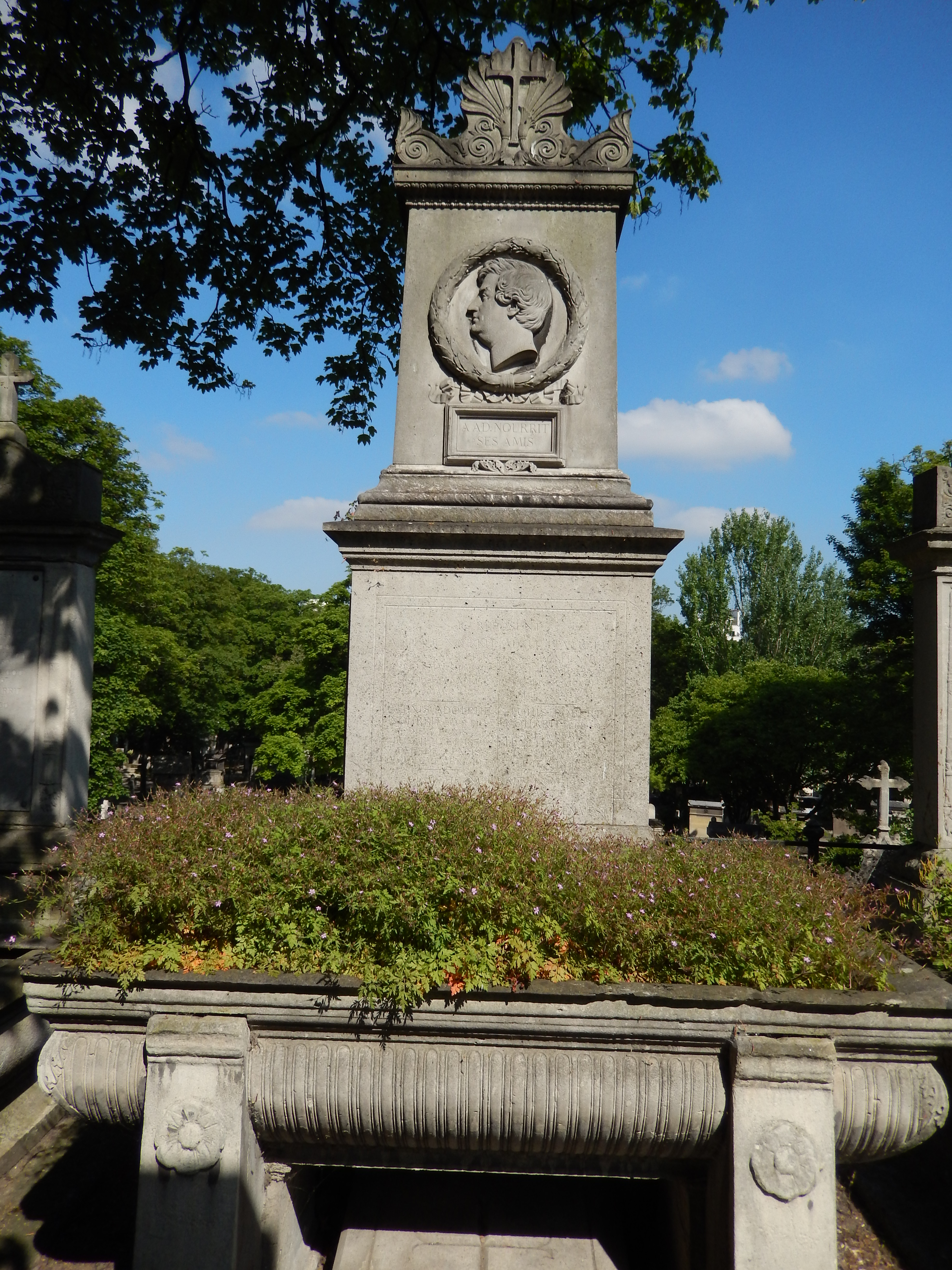
モンマルトル墓地の墓石